# إيمي جاك غارفي
إيمي جاك غارفي (بالإنجليزية: Amy Jacques Garvey)‏ هي كاتِبة وصحفية جامايكية، ولدت في 31 ديسمبر 1895 في كينغستون في جامايكا، وتوفي بنفس المكان في 25 يوليو 1973.

## وصلات خارجية
- إيمي جاك غارفي على موقع إن إن دي بي (الإنجليزية)